# George A. Olah
George Andrew Olah, ursprungligen György Oláh, född 22 maj 1927 i Budapest, död 8 mars 2017 i Los Angeles, Kalifornien, var en ungersk-amerikansk kemist och nobelpristagare. År 1994 fick han Nobelpriset i kemi för sina bidrag till karbokatjonernas kemi.
George Andrew Olah lyckades under 1960-talet påvisa existensen av de mycket reaktiva karbokatjonerna, positivt laddade kolväteföreningar. Vid framställningen av dessa joner använde han supersyror.